# Loi de modernisation du système de santé
 (janvier 2016).
La loi de modernisation du système de santé, aussi appelée loi Santé, est une loi française promulguée en janvier 2016, après avoir été portée par la ministre des Affaires sociales et de la Santé, Marisol Touraine.
Au cours de son étude par le Parlement, entre octobre 2014 et décembre 2015, elle suscite de nombreuses critiques de la part des professionnels de la santé. Cette période est marquée par plusieurs grèves et manifestations, à Paris et en province, notamment en mars, en octobre et en novembre 2015.

## Points principaux
La loi s'organise selon 3 axes :
- Favoriser la prévention
  - Lutte contre l'alcoolisme et le tabagisme
    - Uniformisation de la présentation des paquets de cigarettes et de tabac à rouler (paquet neutre)
    - Définition et encadrement de la notion de publicité contenue dans la loi du 10 janvier 1991 relative à la lutte contre le tabagisme et l'alcoolisme, dite « loi Évin »
    - Encadrement des dispositifs électroniques de vapotage
    - Interdiction pour tous les occupants d'un véhicule de fumer en présence d'un mineur de douze ans

  - Prévention de l'anorexie mentale et lutte contre la valorisation de la minceur excessive
  - Encadrement des toxicomanies
    - Expérimentation des salles de consommation à moindres risque (SCMR)

- Faciliter l'accès aux soins
  - Extension du dispositif du tiers payant
  - Programme national de lutte contre les déserts médicaux
  - Extension d’un tarif social pour les soins dentaires (prothèses et orthodontie), optiques (lunettes) et les prothèses auditives pour les bénéficiaires de l’ACS (aide à l’acquisition d’une complémentaire santé) ;
  - Création d’un numéro d’appel national pour joindre un médecin aux heures de fermetures des cabinets médicaux ;
  - Création d’un portail Internet pour trouver un professionnel de santé à proximité qui permettra de se renseigner sur la prévention en santé, les risques épidémiques… ;
  - Création des actions de groupe en santé pour les victimes de dommages liés aux produits de santé ;
  - Autorisation de l’accès au dossier médical d’une personne décédée par son concubin ou son partenaire pacsé.

- Consolider le système de santé
  - Mise en place de la refondation du service public hospitalier conçu comme un bloc d’obligations, et non plus la participation à l’une des 14 missions de service public fixées par la loi Hôpital, patients, santé et territoires du 21 juillet 2009 (loi HPST).
  - Création des groupements hospitaliers de territoire (GHT) pour permettre aux hôpitaux proches de partager des missions ou des fonctions support dans un projet médical commun,
  - Instauration d’un service territorial de santé au public qui concernera cinq domaines : les soins de proximité, la permanence des soins, la prévention, la santé mentale et l’accès aux soins des personnes handicapées ;
  - Relance du dossier médical partagé, librement accessible par le patient ;
  - Remise d’une lettre de liaison pour chaque patient à la sortie de l’hôpital ;
  - Amélioration de l’accès aux données de santé tout en respectant la protection de la vie privée ;
  - Suppression du délai de réflexion entre la première et la seconde consultation pour une interruption volontaire de grossesse (IVG) ;
  - Encadrement des conditions d'emprunt des hôpitaux publics ;
  - Instauration d'un droit à l'oubli afin d'améliorer l'accès à l'assurance et à l'emprunt des personnes ayant ou ayant eu une maladie grave, comme un cancer ;
  - Définition de principes fondamentaux de conciliation entre l'ouverture des données publiques de santé et le respect de la vie privée.

Certaines mesures gouvernementales ont été supprimées au cours du travail législatif 
- - Suppression de l'article 32 permettant aux pharmaciens d'officine de réaliser des vaccins.

## Extension du tiers payant
La proposition de loi initiale de Marisol Touraine est que les médecins fassent obligatoirement une avance de frais à leur patientèle à partir de 2017, qui serait remboursée ensuite par l'Assurance maladie et les organismes complémentaires, dont les mutuelles. Plusieurs organisations de médecins s'opposent à ce projet, parmi lesquels la Confédération des syndicats médicaux français (CSMF) qui appelle à ne pas appliquer cette mesure. Le Conseil constitutionnel juge que cette mesure n'est pas assez encadrée. 
Marisol Touraine rédige une version finale dans laquelle cette obligation d'avance de frais est d'abord proposée par les médecins aux femmes enceintes, à la patientèle en affection longue durée (ALD), aux bénéficiaires de la couverture maladie universelle (CMU) ou de l'aide à la complémentaire santé (ACS), remboursées à 100 % par la Sécurité sociale, représentant 15 millions de personnes à partir du 1er juillet 2016, puis cette prise en charge devient obligatoire à partir du 31 décembre 2016, tandis que l'ensemble de la patientèle des médecins se voit proposer la prise en charge à partir du 1er janvier 2017 et que celle-ci devient obligatoire à partir du 30 novembre 2017,,. Cette généralisation du tiers payant a fait l’objet d’un rapport de l’Inspection générale des affaires sociales (Igas) remis à la ministre de la Santé, et rendu public le 23 octobre 2017. À la suite de celui-ci la ministre de la Santé a décidé de sursoir à la généralisation de l'avance de frais,,.
En 2019, le rapport de la Cour des comptes signale que l'Ordre des médecins a mené un « intense lobbying » contre la loi de modernisation du système de santé et s'est à cette occasion éloigné du domaine de la déontologie pour investir la défense des intérêts professionnels, rôle des syndicats.

En novembre 2022, Cash investigation dédie une émission à la fraude à la Sécurité sociale et aborde l'absence de contrôle de la part de l'Assurance maladie au moment du paiement depuis la généralisation du tiers payant.

## Prévention

### Lutte contre l'alcoolisme
- « Lutte contre l’alcoolisation des mineurs avec la mise en place de sanctions pour l’incitation à la consommation d’alcool excessive chez un mineur ; Le fait de provoquer directement un mineur à la consommation excessive d'alcool est puni d'un an d'emprisonnement et de 15 000 € d'amende. Le fait de provoquer directement un mineur à la consommation habituelle d'alcool est puni de deux ans d'emprisonnement et de 45 000 € d'amende (...) L'offre, à titre gratuit ou onéreux, à un mineur de tout objet incitant directement à la consommation excessive d'alcool est également interdite » ; Le code pénal précise aussi désormais que : « Hors les cas de violences, de menaces ou d'atteintes sexuelles, le fait pour une personne d'amener autrui, contre son gré ou non, à subir ou à commettre des actes humiliants ou dégradants ou à consommer de l'alcool de manière excessive, lors de manifestations ou de réunions liées aux milieux scolaire, sportif et socio-éducatif est puni de six mois d'emprisonnement et de 7 500 euros d'amende. »[13]

### Lutte contre le tabagisme
- Les médecins (dont médecins du travail aux travailleurs), chirurgiens-dentistes, infirmiers, masseurs-kinésithérapeutes et sages-femmes sont autorisés à prescrire des substituts nicotiniques, notamment à « à toutes les personnes qui vivent régulièrement dans l'entourage de la femme enceinte ou de l'enfant jusqu'au terme de la période postnatale ou assurent la garde de ce dernier ».
- Le paquet de cigarettes neutre est mis en place et devient obligatoire à partir du 1er janvier 2017.

### Encadrement des toxicomanies
- Expérimentation pendant six ans de « salles de consommation de drogues à moindre risque » supervisées par des professionnels de santé.

### Lutte contre l'obésité
- Mise en place d’une information visuelle pour le consommateur sur la qualité nutritionnelle des produits alimentaires industriels, appelée nutri-score, assurée par les partenaires de l’agroalimentaire sur la base du volontariat.

### Création de Santé publique France
- Création de l’agence nationale de santé publique (« Santé publique France »), issue de la fusion entre l’Institut national de prévention et d’éducation pour la santé (INPES), l’Institut de veille sanitaire (InVS) et l’établissement de préparation et de réponse aux urgences sanitaires (EPRUS).

## Don d'organes
- Encouragement au don d’organes avec le consentement présumé de toute personne majeure décédée à partir de 2018.

## Lutte contre les déserts médicaux
En 2015, la France compte 192 zones considérées comme déserts médicaux par les Atlas régionaux de la démographie médicale du Conseil national de l’ordre des médecins, dans ces zones vivent près de 2,5 millions de personnes. Afin de lutter contre ces déserts médicaux, ce texte de loi prend de nouvelles mesures regroupées sous le nom de « pacte territoire santé 2 », « faisant suite au "pacte territoire santé » lancé fin 2012, auquel il donne une assise législative.

### Formation des médecins
Il prévoit l'augmentation du numerus clausus dans 10 facultés de médecine (Amiens, Caen, Clermont-Ferrand, Dijon, Grenoble, Lille, Pointe-à-Pitre, Rouen, Saint-Denis de la Réunion et Tours), d'en moyenne 6,4 % (entre 7 et 20 places par faculté), ciblant ainsi dix régions déficitaires en médecins. Cette augmentation correspond à 131 places supplémentaires au niveau national. Pour l'Association nationale des étudiants en médecine de France, cette augmentation aura « un impact mineur et ne sera efficace que dans dix ans au mieux, le temps que les quelques étudiants supplémentaires finissent leur formation », même si cette mesure est globalement perçue comme positive par les étudiants et les professeurs. 
Il prévoit également de développer les stages des futurs médecins en cabinet de ville et d'augmenter le nombre de médecins libéraux enseignants. 

## Interruption volontaire de grossesse
Ce texte de loi comprend un amendement déposé par la députée socialiste Catherine Coutelle, présidente de la Délégation aux droits des femmes de l'Assemblée nationale, supprimant l'obligation faite aux femmes de respecter un délai de réflexion de 7 jours entre la première et la seconde consultation du processus d'interruption volontaire de grossesse. Cette mesure a été soutenue par le PS, EELV, le PCF, les associations féministes et le planning familial.
L'UMP, l'UDI et le FN ont déposé des amendements visant à supprimer cette mesure, estimant qu'elle détricote la loi Veil, banalisant l'avortement et ne protégeant plus l'enfant à naître, mais ceux-ci ont été rejetés. Le Collège national des gynécologues obstétriciens français (CNGOF) considère que supprimer l'obligation de respecter un délai de réflexion est contre-productif. Les partisans de cette mesure estiment quant à eux que cette obligation était infantilisante, moralisatrice, culpabilisante et inutile dans une procédure longue permettant déjà la réflexion. Ils mettent également en avant le fait qu'il pouvait entraîner des femmes à dépasser la date légale de 12 semaines de grossesse au-delà de laquelle il n'est plus possible d'avorter.
Par ailleurs le texte autorise les sages-femmes à prescrire l'IVG, mais uniquement par méthode médicamenteuse, ce qui a été salué par l'Ordre des sages-femmes, 85 % d'entre elles y étant favorables. Il autorise également les médecins exerçant dans des centres de santé de proximité de réaliser des IVG chirurgicales (ils pouvaient pratiquer des IVG médicamenteuses depuis 2008). Ces mesures visent notamment à endiguer le flux de femmes partant avorter à l'étranger, par manque d’accès à un professionnel compétent sur le territoire national.
Un amendement visant à supprimer la clause de conscience des médecins et des sages-femmes spécifique à la pratique de l'IVG, pour motif qu'elle est redondante avec le Code de la santé publique qui prévoit déjà qu'un professionnel puisse refuser des soins pour motifs personnels, a été retiré. Il était désapprouvé par l'Ordre des médecins, l'Ordre des sages-femmes et la ministre de la Santé.